# Horsens Enge
Horsens Enge er et autoriseret stednavn for et område beliggende øst for Rærup og syd for Langholt (Tidligere kendt som Horsens) i Aalborg Kommune. 
Området er et engområde med en del mindre gårde og husmandssteder.